# اوبونتو یونیتی
اوبونتو یونیتی (به انگلیسی: Ubuntu Unity) یک توزیع لینوکس مبتنی بر اوبونتو است که از رابط یونیتی به جای پوسته گنوم اوبونتو استفاده می کند. اولین انتشار این توزیع، نسخه پشتیبانی بلندمدت ۲۰٫۰۴ بود که در ۱۸ اردیبهشت ۱۳۹۹ منتشر شد. همچنین قبل از انتشار اولیه، عنوان کاری Unubuntu و Ubuntu Unity Remix را به‌همراه داشت.